# Katerini

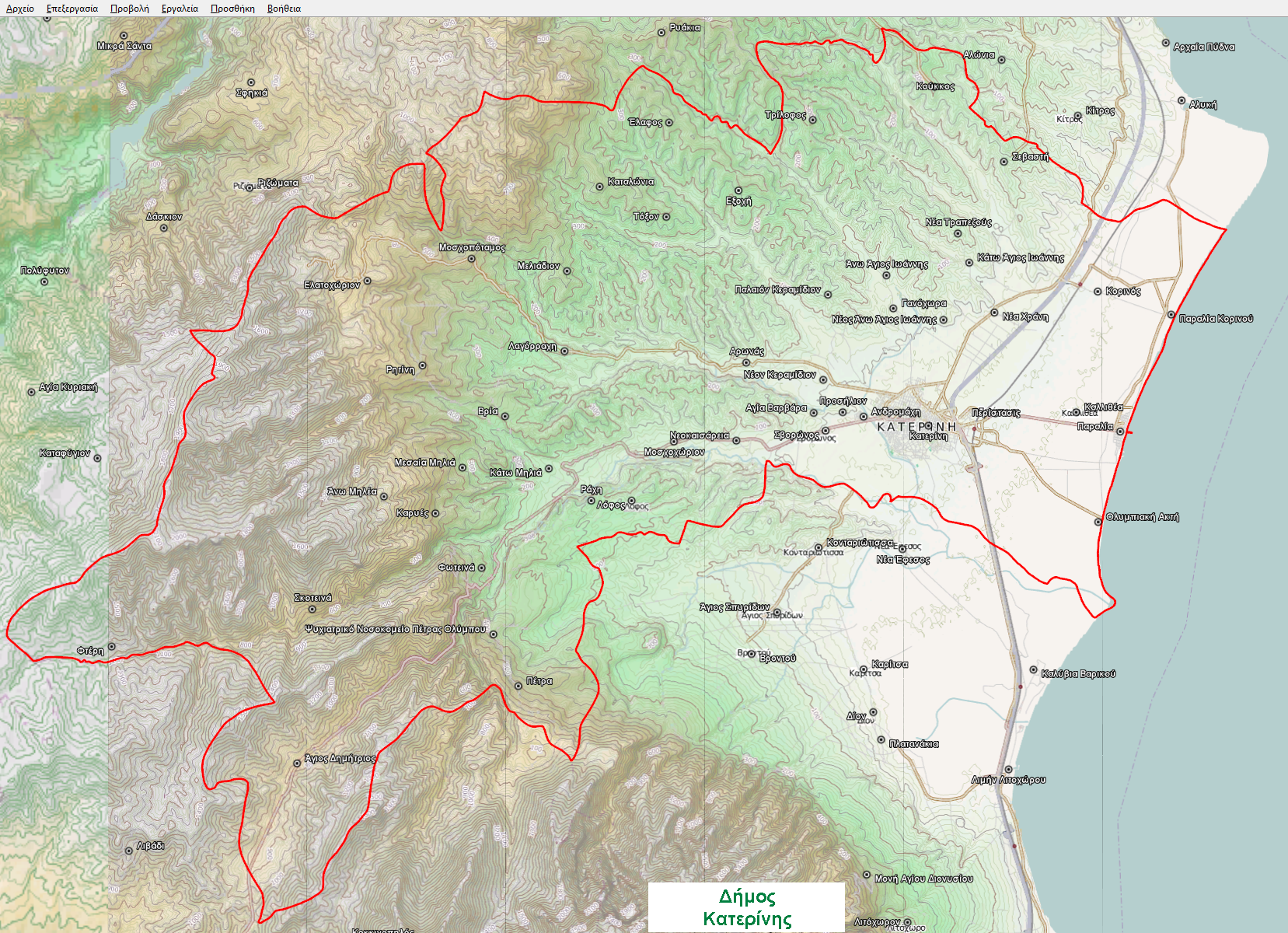
Topografische Karte Katerinis

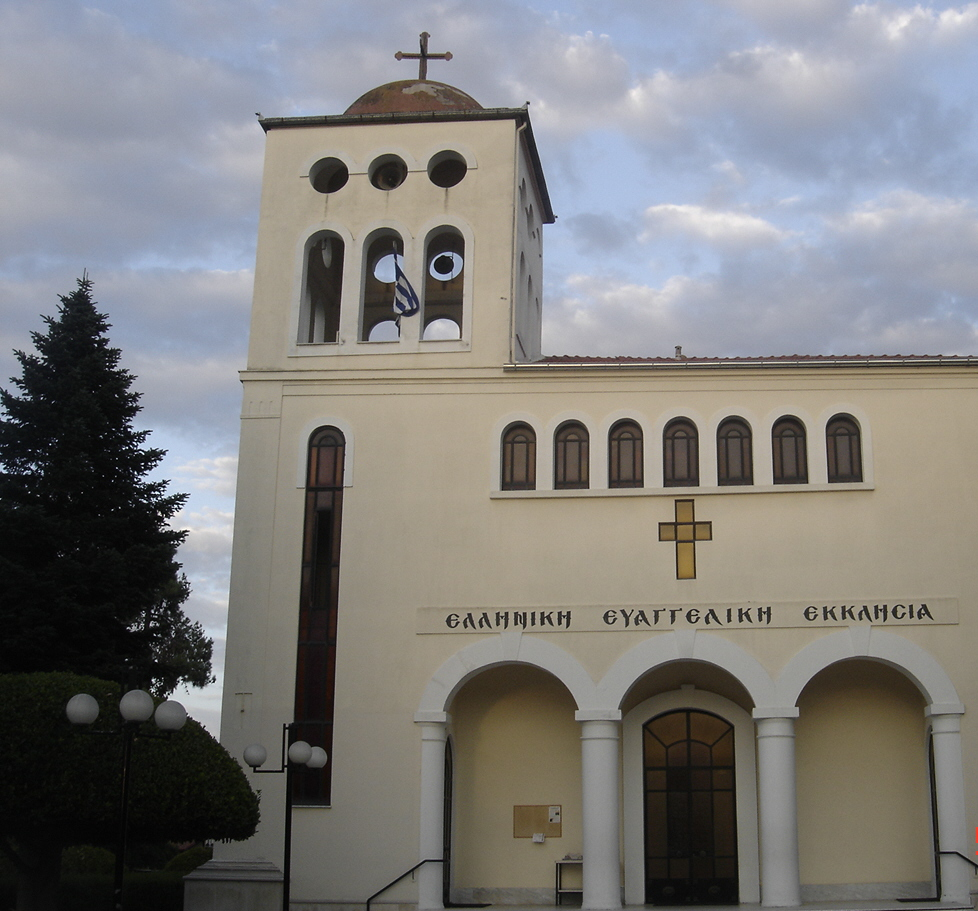
Evangelische Kirche

Katerini (griechisch Κατερίνη, (f. sg.)) ist eine griechische Stadt und Gemeinde (Δήμος Κατερίνης Dimos Katerinis).

## Geografie
Katerini liegt in Makedonien, in der Ebene von Pieria, zwischen dem Bergmassiv der Ori Pierias und dem Thermaischen Golf. Katerini gehört heute zur Region Zentralmakedonien. Es liegt in der Nähe des Schlachtfelds von Pydna, auf dem Makedonien unter seinem letzten König Perseus am 22. Juni 168 v. Chr. gegen die Römer unter Lucius Aemilius Paullus Macedonicus seine Unabhängigkeit verlor.

## Geschichte
Katerini wurde wahrscheinlich erst in der Zeit, als das Gebiet zum Osmanischen Reich gehörte (etwa Mitte des 15. bis Anfang des 19. Jahrhunderts), gegründet. Namensgeberin ist vermutlich die Heilige Katharina von Alexandrien, der eine kleine Kapelle unweit des ursprünglichen Siedlungskerns geweiht war. In der zweiten Hälfte des 18. Jahrhunderts zählte Katerini etwa 4.000 bis 5.000 Einwohner. Die Stadt wurde am 16. Oktober 1912 im Zuge des Ersten Balkankriegs von der osmanischen Herrschaft befreit und Griechenland zugeschlagen. Danach war Katerini bis 1949 Hauptstadt eines Landkreises der Präfektur Thessaloniki und seit 1950 die Hauptstadt der damals neu gegründeten Präfektur Pieria, die bis 2010 bestand. Die Gemeinde entstand in ihrer heutigen Form 2010 aus dem Zusammenschluss von sechs Gemeinden, die seither als Gemeindebezirke weiter existieren. Die Entfernung zur zweitgrößten Stadt Griechenlands Thessaloniki beträgt knapp 70 km, was für die Entwicklung der Stadt in den letzten Jahren von großer Bedeutung war.

## Verkehrsanbindung
Die Stadt liegt an der Autobahn A1, mit der sie durch zwei Abfahrten verbunden ist. Die Autobahn selbst verläuft seit einigen Jahren im Stadtgebiet im Tunnel. Derzeit im Bau ist ein vierspuriger Straßenring um die Stadt, um das enge Zentrum vom Durchgangsverkehr zu entlasten.
Der Busbahnhof am östlichen Rand der Altstadt verfügt über zahlreiche Regionalbusverbindungen sowie Fernbuslinien nach Athen, Larisa und Thessaloniki. Diverse Stadtbuslinien (die nicht den Busbahnhof bedienen), erschließen die Stadtteile sowie umliegende Gemeinden wie Svoronos, Nea Ephesos, Paralia, Dion und Olympiaki Akti.
Katerini liegt weiter an der Bahnstrecke Piräus–Thessaloniki. Ihr gleichnamiger Bahnhof ist ein Intercity-Halt.

## Kultur
Das Pegasus-Theater ist ein Zusammenschluss von professionellen und Laienschauspielern.

## Bildung
Die Stadt beherbergt eine Außenstelle (Fachbereich für Logistikwesen) der Fachhochschule Thessaloniki.

## Religion
Katerini ist Sitz des orthodoxen Metropoliten der Diözese Kitros, Katerini und Platamon (griechisch Ιερά Μητρόπολις Κίτρους, Κατερίνης και Πλαταμώνος).
Im Zuge der Umsiedlungen kamen in den 1920er Jahren viele Pontosgriechen nach Katerini, sie brachten ihre evangelische Konfession mit. Katerini entwickelte sich zu einem der Zentren der Evangelischen Kirche Griechenlands. Darüber hinaus gibt es noch einige Armenier.

## Partnerstädte
- Moosburg, Österreich
- Maintal, Deutschland
- Čačak, Serbien
- Surgut, Russland

## Söhne und Töchter der Stadt
- Phaedrus (um 20/15 v. Chr.–um 50/60 n. Chr.), römischer Fabeldichter in den Regierungszeiten der Kaiser Augustus, Tiberius, Caligula und Claudius.
- Savas Karipidis (* 1979), Handballspieler
- Stelios Malezas (* 1985), Fußballspieler
- Kyriakos Papadopoulos (* 1992), Fußballspieler
- Aikaterini Nikolaidou (* 1992), Ruderin
- Alexandros Tziolis (* 1985), Fußballspieler
- Elisavet Pesiridou (* 1992), Hürdenläuferin
- Dimitrios Giannoulis (* 1995), Fußballspieler
- Theofanis Mavrommatis (* 1997), Fußballspieler
- Marko Katic (* 2001), österreichischer Handballspieler
- Christina Moschi (* 2002), Sportschützin